# PubMed
PubMed es una base de datos de libre acceso que permite consultar principal y mayoritariamente los contenidos de la base de datos MEDLINE, aunque también una variedad de revista científicas de similar calidad pero que no son parte de MEDLINE. A través de su buscador de nivel básico y/o avanzado  es posible acceder a referencias bibliográficas y resúmenes de estos artículos de investigación cientifica. Ofrecido por la Biblioteca Nacional de Medicina de los Estados Unidos como parte de Entrez. MEDLINE tiene alrededor de 5009 revistas publicadas en los Estados Unidos y en más de 70 países del mundo. Actualmente reúne más de 37 0089 001 citas y desde principios del siglo XXI está en marcha un proceso en el que continúan la carga paulatina de citas anteriores a 1966, que ya incluye artículos desde 1870.
Desde 1970 a 1997 el acceso en línea a MEDLINE era posible a través de suscripciones institucionales realizadas por bibliotecas universitarias, centros de investigación, etc. Desde junio de 1997 también se puede consultar MEDLINE de forma gratuita desde Internet a través del interfaz de PubMed.

## PMID
PMID, acrónimo de «PubMed Identifier» o «PubMed Unique Identifier», es un número único asignado a cada cita de un artículo de revistas biomédicas y de ciencias de la vida que recoge PubMed. Este registro es de la Biblioteca Nacional de Medicina de los Estados Unidos (MEDLINE).